# Велигер

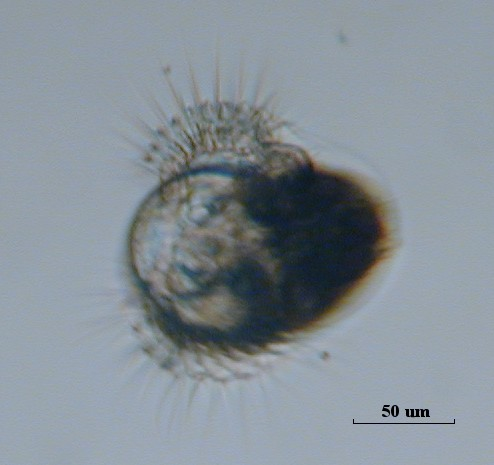
Велигер Dolabrifera, виден велум с двумя лопастями ресничек

Ве́лигер (от лат. velum — «парус» и gerо — «несу»), или парусник, или парусоносец — пелагическая форма личинок моллюсков классов Scaphopoda, Bivalvia и Gastropoda. Велигеры являются частью свободно плавающего планктона. Характерным признаком велигеров является велум — образования, напоминающие покрытые ресничками лопасти. Они служат для передвижения и питания.

## Питание
Личиночная фаза начинается с откладывания яиц и продолжается вплоть до метаморфоза взросления. Питается велигер при помощи ресничек, при этом разные реснички выполняют разные функции. Одни реснички направляют пищу в рот, другие — отталкивают инородные предметы. По способу питания различают две формы велигеров — планктотрофы и лецитотрофы. Моллюски одного вида могут производить личинки с разным типом питания, но, тем не менее, они развиваются в морфологически идентичные особи. Особи с различным типом личиночного развития могут спариваться друг с другом.
Планктотрофный способ питания означает, что животное питается свободно плавающими планктонными организмами. Планктотрофные личинки вылупляются из яиц меньшего размера, и их доля в кладке больше. Велигеры, питающиеся таким образом, дольше остаются личинками. Долгий личиночный период для них неблагоприятен, так как смертность увеличивается, и вероятность дожить до метаморфозы и стать половозрелой взрослой особью снижается.
Лецитотрофные личинки питаются за счёт запасов питательных веществ, содержащихся в самом яйце, не потребляя никакое другое питание до метаморфоза. Хотя обычно личинки питаются только одним способом, существуют также лецитотрофные велигеры, дополнительно питающиеся планктотрофным способом, например, Phestilla sibogea.

## Метаморфоз
Метаморфоз может продолжаться до двух дней. В это время происходят большие морфологические изменения, и личинка окончательно приспосабливается к обитанию в бентосе. Во время метаморфоза исчезают такие органы, как передний сенсорный орган и велум. Сначала велум неравномерно бьётся, и реснички отпадают от него. Затем велум поглощается. Окончательный вид личинка обретает в метаморфозе, образуя для этого также некоторые (в зависимости от вида) отсутствующие органы.